# The Vips
The Vips — український альтернативний рок-гурт, створений 25 лютого 2002 року у Харкові. За 10 років свого існування гурт випустив 3 альбоми, 1 сингл та багато відеокліпів (в основному live версії). На одному з відео гурт грає на Харківській фан-зоні Євро-2012. Співпрацювали з лейблами Lavina music та Vipston. До основних жанрів гурту належать: пост-хардкор, альтернативний рок та репкор. 

## Склад гурту
- Семен Кержнерман — клавіші
- Алексій Стребков — Барабани
- Олексій Захарченко - Барабани
- Михайло Шишкин - Барабани
- Юрій Кулешов — бас
- Євген Ленков — вокал
- Олександр Захаров — Ріф Гітара , бек-вокал
- Владислав Анненков — Гітара соло

## Дискографія

### Альбоми
- Наизнанку (2004)
- EPilogue (2009)
- II (альбом The Vips) (2009)

### Сингли
- Пленник огня (2011)

### Кліпи
- Crazy Love (Live)
- Fading Like a Flowers (cover Roxette) (Live)
- The Only (cover Static-x) (Live)
- Ветер (Live)
- Ночной Расколбас (Live)
- Один из ста (Live)
- Подари мне любовь (2005)
- Сердца Шаги (Live)
- Стоит Жить (Live)
- Там Где Плачет Ночь (Live)
- Я Потерял (Live)
- Внутри себя (2011)
- Сотни тысяч рук (2012)
- Сотни тысяч рук (акустична версія) (2012)